# 2022–2023-as snookerszezon
A 2022–2023-as snookerszezon snookerversenyek sorozata, melyeket 2022 júniusa és 2023 májusa között rendeznek. A szezon kiemelt részét képezi a profi mezőny sorozata, a World Snooker Tour. Ezen kívül a szezon magába foglalja a női World Women's Snookert, a 40 év felettiek World Seniors Tour sorozatát, a Q-Tourt, és egyéb amatőr versenyeket.

## Naptár
Az alábbi táblázatok a 2022–2023-as snookerszezon összes eseményének dátumait, helyszíneit és eredményeit ismertetik.

### World Snooker Tour
| Kezdés      | Befejezés   | Ország         | Verseny neve                   | Helyszín                               | Város         | Győztes                       | Második helyezett        | Végeredmény | Forrás |
| ----------- | ----------- | -------------- | ------------------------------ | -------------------------------------- | ------------- | ----------------------------- | ------------------------ | ----------- | ------ |
| 2022.06.28. | 2022.07.29. | Anglia         | Championship League            | Morningside Arena                      | Leicester     | Luca Brecel                   | Lu Ning                  | 3–1         | [ 6 ]  |
| 2022.08.16. | 2022.06.21. | Németország    | European Masters               | Stadthalle Fürth                       | Fürth         | Kyren Wilson                  | Barry Hawkins            | 9–3         | [ 7 ]  |
| 2022.09.24. | 2022.09.25. | Anglia         | World Mixed Doubles            | Marshall Arena                         | Milton Keynes | Neil Robertson Mink Nutcharut | Mark Selby Rebecca Kenna | 4–2         | [ 8 ]  |
| 2022.09.26. | 2022.10.02. | Anglia         | British Open                   | Marshall Arena                         | Milton Keynes | Ryan Day                      | Mark Allen               | 10–7        | [ 9 ]  |
| 2022.10.06. | 2022.10.09. | Hongkong       | Hong Kong Masters              | Hong Kong Coliseum                     | Hong Kong     | Ronnie O’Sullivan             | Marco Fu                 | 6–4         | [ 10 ] |
| 2022.10.16. | 2022.10.23. | Észak-Írország | Northern Ireland Open          | Waterfront Hall                        | Belfast       | Mark Allen                    | Zhou Yuelong             | 9–4         | [ 11 ] |
| 2022.10.31. | 2022.11.06. | Anglia         | Champion of Champions          | Bolton Whites Hotel                    | Bolton        | Ronnie O’Sullivan             | Judd Trump               | 10–6        | [ 12 ] |
| 2022.11.12. | 2022.11.20. | Anglia         | UK Championship                | York Barbican                          | York          | Mark Allen                    | Ding Junhui              | 10–7        | [ 13 ] |
| 2022.11.28. | 2022.12.04. | Skócia         | Scottish Open                  | Meadowbank Sports Centre               | Edinburgh     | Gary Wilson                   | Joe O’Connor             | 9–2         | [ 14 ] |
| 2022.12.12. | 2022.12.18. | Anglia         | English Open                   | Brentwood Centre                       | Brentwood     | Mark Selby                    | Luca Brecel              | 9–6         | [ 15 ] |
| 2023.01.08. | 2023.01.15. | Anglia         | Masters                        | Alexandra Palace                       | London        | Judd Trump                    | Mark Williams            | 10–8        | [ 16 ] |
| 2023.01.16. | 2023.01.22. | Anglia         | World Grand Prix               | Centaur                                | Cheltenham    | Mark Allen                    | Judd Trump               | 10–9        | [ 17 ] |
| 2023.01.25. | 2023.01.28. | Anglia         | Shoot Out                      | Morningside Arena                      | Leicester     | Chris Wakelin                 | Julien Leclercq          | 1–0         | [ 18 ] |
| 2023.02.01. | 2023.02.05. | Németország    | German Masters                 | Tempodrom                              | Berlin        | Ali Carter                    | Tom Ford                 | 10–3        | [ 19 ] |
| 2023.02.13. | 2023.02.19. | Wales          | Welsh Open                     | Venue Cymru                            | Llandudno     | Robert Milkins                | Shaun Murphy             | 9–7         | [ 20 ] |
| 2023.02.20. | 2023.02.26. | Anglia         | Players Championship           | Aldersley Leisure Village              | Wolverhampton | Shaun Murphy                  | Ali Carter               | 10–4        | [ 21 ] |
| 2022.12.19. | 2023.03.02. | Anglia         | Championship League meghívásos | Morningside Arena                      | Leicester     | John Higgins                  | Judd Trump               | 3–1         | [ 22 ] |
| 2023.03.06. | 2023.03.11. | Thaiföld       | Six-red World Championship     | Thammasat University Convention Centre | Bangkok       | Ding Junhui                   | Thepchaiya Un-Nooh       | 8–6         | [ 23 ] |
| 2023.03.16. | 2023.03.22. | Anglia         | WST Classic                    | Morningside Arena                      | Leicester     | Mark Selby                    | Pang Junxu               | 6–2         | [ 24 ] |
| 2023.03.27. | 2023.04.02. | Anglia         | Tour Championship              | Bonus Arena                            | Hull          | Shaun Murphy                  | Kyren Wilson             | 10–7        | [ 25 ] |
| 2023.04.15. | 2023.05.01. | Anglia         | Snooker-világbajnokság         | Crucible Színház                       | Sheffield     | Luca Brecel                   | Mark Selby               | 18–15       | [ 26 ] |

| Pontszerző verseny     |
| Nem pontszerző verseny |

### World Women's Snooker
| Kezdés      | Befejezés   | Ország           | Verseny neve                      | Helyszín                | Város   | Győztes                   | Második helyezett         | Végeredmény | Forrás |
| ----------- | ----------- | ---------------- | --------------------------------- | ----------------------- | ------- | ------------------------- | ------------------------- | ----------- | ------ |
| 2022.07.30. | 2022.07.31. | Anglia           | UK Women's Championship           | Northern Snooker Centre | Leeds   | Reanne Evans              | Ng On-yee                 | 4–3         | [ 27 ] |
| 2022.08.26. | 2022.08.28. | Egyesült Államok | US Women's Open                   | OX Billiards            | Seattle | Jamie Hunter              | Rebecca Kenna             | 4–1         | [ 28 ] |
| 2022.10.01. | 2022.10.04. | Ausztrália       | Australian Women's Open           | Mounties                | Sydney  | Jamie Hunter              | Jessica Woods             | 4–3         | [ 29 ] |
| 2022.10.22. | 2022.10.23. | Skócia           | Scottish Women's Open             | The Q Club              | Glasgow | Reanne Evans              | Mink Nutcharut            | 4–2         | [ 30 ] |
| 2022.11.26. | 2022.11.27. | Anglia           | Eden Women's Masters              | Frames Sports Bar       | London  | Mink Nutcharut            | Ng On-yee                 | 4–0         | [ 31 ] |
| 2023.01.20. | 2023.01.22. | Belgium          | Belgian Women's Open              | The Trickshot           | Brugge  | Mink Nutcharut            | Wendy Jans                | 4–1         | [ 32 ] |
| 2023.01.31. | 2023.02.03. | Ausztrália       | Asia-Pacific Women's Championship | Mounties                | Sydney  | Ploychompoo Laokiatphong  | Siripaporn Nuanthakhamjan | 4-1         | [ 33 ] |
| 2023.02.25. | 2023.02.27. | Thaiföld         | Women's Snooker World Cup         | Hi-End Snooker Club     | Bangkok | India 1                   | England 1                 | 4–3         | [ 34 ] |
| 2023.02.28. | 2023.03.04. | Thaiföld         | Női snooker-világbajnokság        | Hi-End Snooker Club     | Bangkok | Siripaporn Nuanthakhamjan | Bai Yulu                  | 6–3         | [ 35 ] |
| 2023.05.13. | 2023.05.14. | Anglia           | Women's British Open              | Landywood Snooker Club  | Walsall |                           |                           |             |        |

### World Seniors Tour
| Kezdés      | Befejezés   | Ország | Verseny neve               | Helyszín         | Város     | Győztes | Második helyezett | Végeredmény | Forrás |
| ----------- | ----------- | ------ | -------------------------- | ---------------- | --------- | ------- | ----------------- | ----------- | ------ |
| 2023.05.03. | 2023.05.07. | Anglia | World Seniors Championship | Crucible Színház | Sheffield |         |                   |             |        |

### Q-Tour
| Kezdés      | Befejezés   | Ország     | Verseny neve   | Helyszín                  | Város         | Győztes          | Második helyezett | Végeredmény | Forrás |
| ----------- | ----------- | ---------- | -------------- | ------------------------- | ------------- | ---------------- | ----------------- | ----------- | ------ |
| 2022.09.02. | 2022.09.04. | Anglia     | Q Tour 1       | North East Snooker Centre | North Shields | Ross Muir        | George Pragnell   | 5–2         | [ 36 ] |
| 2022.09.16. | 2022.09.18. | Anglia     | Q Tour 2       | Castle Snooker Club       | Brighton      | Martin O’Donnell | George Pragnell   | 5–1         | [ 37 ] |
| 2022.10.14. | 2022.10.16. | Belgium    | Q Tour 3       | Delta Moon                | Mons          | Farakh Ajaib     | Harvey Chandler   | 5–3         | [ 38 ] |
| 2022.11.25. | 2022.11.27. | Svédország | Q Tour 4       | Snookerhallen             | Stockholm     | Billy Castle     | Andrew Higginson  | 5–4         | [ 39 ] |
| 2022.12.09. | 2022.12.11. | Anglia     | Q Tour 5       | Landywood Snooker Club    | Walsall       | Daniel Wells     | Sydney Wilson     | 5–2         | [ 40 ] |
| 2023.01.06. | 2023.01.08. | Anglia     | Q Tour 6       | Northern Snooker Centre   | Leeds         | Martin O’Donnell | Ross Muir         | 5–1         | [ 41 ] |
| 2023.03.04. | 2023.03.05. | Anglia     | Q Tour Playoff | Q House Snooker Academy   | Darlington    | Ashley Carty     | Florian Nüßle     | 5–2         | [ 42 ] |

### Egyéb versenyek
| Kezdés      | Befejezés   | Ország           | Verseny neve | Helyszín       | Város      | Győztes       | Második helyezett  | Végeredmény | Forrás |
| ----------- | ----------- | ---------------- | ------------ | -------------- | ---------- | ------------- | ------------------ | ----------- | ------ |
| 2022.07.13. | 2022.07.17. | Egyesült Államok | World Games  | Sheraton Hotel | Birmingham | Cheung Ka Wai | Abdelrahman Shahin | 3–1         | [ 43 ] |